# Chorwackie odznaczenia
| Baretka                                                                                 | Nazwa                                                                                       |
| Republika Chorwacji (od 1991)                                                           | Republika Chorwacji (od 1991)                                                               |
| --------------------------------------------------------------------------------------- | ------------------------------------------------------------------------------------------- |
|                                                                                         | Wielki Order Króla Tomisława                                                                |
|                                                                                         | Wielki Order Królowej Jeleny                                                                |
|                                                                                         | Wielki Order Króla Petara Krešimira IV                                                      |
|                                                                                         | Wielki Order Króla Dymitra Zwonimira                                                        |
|                                                                                         | Order Księcia Trpimira                                                                      |
|                                                                                         | Order Księcia Branimira                                                                     |
|                                                                                         | Order Księcia Domagoja                                                                      |
|                                                                                         | Order Mikołaja Subica Zrinskiego                                                            |
|                                                                                         | Order Bana Jelacica                                                                         |
| w przygotowaniu                                                                         | Order Petara Zrinskiego i Frana Krsto Frankopana                                            |
|                                                                                         | Order Ante Starčevića                                                                       |
| w przygotowaniu                                                                         | Order Stjepana Radića                                                                       |
| w przygotowaniu                                                                         | Order Chorwackiej Jutrzenki w kat. sport                                                    |
| w przygotowaniu                                                                         | Order Chorwackiej Jutrzenki w kat. nauka                                                    |
|                                                                                         | Order Chorwackiej Jutrzenki w kat. kultura                                                  |
| w przygotowaniu                                                                         | Order Chorwackiej Jutrzenki w kat. edukacja                                                 |
| w przygotowaniu                                                                         | Order Chorwackiej Jutrzenki w kat. wynalazczość                                             |
|                                                                                         | Order Chorwackiej Jutrzenki w kat. ekonomia                                                 |
| w przygotowaniu                                                                         | Order Chorwackiej Jutrzenki w kat. zdrowie, opieka społeczna, promowanie wartości moralnych |
|                                                                                         | Order Chorwackiego Krzyża                                                                   |
|                                                                                         | Order Chorwackiej Koniczyny                                                                 |
|                                                                                         | Order Chorwackiej Plecionki                                                                 |
|                                                                                         | Medal Pamiątkowy Wojny Domowej                                                              |
|                                                                                         | Medal Wdzięczności Ojczyzny                                                                 |
|                                                                                         | Medal Udziału w Operacji „Błysk”                                                            |
|                                                                                         | Medal Udziału w Operacji „Lato 95”                                                          |
|                                                                                         | Medal Udziału w Operacji „Sztorm”                                                           |
|                                                                                         | Medal Niezwykłych Zobowiązań                                                                |
| Jako część składowa Socjalistycznej Federacyjnej Republiki Jugosławii (1945–1991)       |                                                                                             |
| ⇒                                                                                       | Osobny artykuł: Jugosłowiańskie odznaczenia .                                               |
| Jako marionetkowe faszystowskie Niepodległe Państwo Chorwackie (1941–1945)              |                                                                                             |
|                                                                                         | Order Wojskowy Żelaznej Koniczyny                                                           |
|                                                                                         | Order Korony Króla Zwonimira                                                                |
|                                                                                         | Order Zasługi                                                                               |
|                                                                                         | Medal za Odwagę Ante Pavelicia                                                              |
| Jako część składowa Królestwa Serbów, Chorwatów i Słoweńców/Jugosławii (1918/1929–1941) |                                                                                             |
| ⇒                                                                                       | Osobny artykuł: Jugosłowiańskie odznaczenia .                                               |